# Попов, Денис Александрович (футболист)
Дени́с Алекса́ндрович Попо́в (4 февраля 1979, Новороссийск, Краснодарский край, СССР) — российский футболист, нападающий; тренер. Выступал в сборной России в 2001—2003 годах.

## Биография

### Клубная карьера
В 17-летнем возрасте в составе новороссийского «Черноморца» дебютировал в чемпионате России 4 мая 1996 года в Сочи в матче 10-го тура против местной «Жемчужины» (1:0). В 1996 году сыграл за основной состав «Черноморца» ещё одну игру, а в основном выступал за дубль в третьей лиге России. В 1997 году Попов провёл сезон в клубе «Кубань» Славянск-на-Кубани, который также выступал в третьей лиге России. За 27 игр он забил 16 голов, а его команда заняла первое место в своей зоне и вышла во второй дивизион, Попов же вернулся в «Черноморец». Следующие три года (1998—2000) он хорошо проявил себя в играх за новороссийский клуб и был приглашён в ЦСКА. За время выступлений в армейском клубе стал чемпионом России и обладателем кубка, также несколько раз вызывался в национальную сборную.
В 2004 году, с приходом в ЦСКА нового тренера Артура Жорже, Попов прочно осел в запасе и выступал в основном за дубль, в августе перешёл в другой клуб премьер-лиги — «Кубань» Краснодар. Переход был несколько неожиданным: во-первых, на пост главного тренера армейцев вернулся Валерий Газзаев, при котором Попов пользовался доверием, во-вторых, игрок был заявлен для участия в Лиге чемпионов 2004/05. По итогам чемпионата России 2004 клуб занял 15 место и выбыл в первый дивизион. 2005 год футболист провёл в «Кубани», в 2006 году был отдан в аренду сначала в «Черноморец», а потом в белорусский клуб «Динамо» Минск.
2007 год Попов начал выступлениями за «Спартак-Нальчик», также на правах аренды. В мае 2007 было сообщено, что клуб не будет продлевать арендного соглашения с «Кубанью» по поводу футболиста, и он покидает команду. После окончания контракта с «Кубанью», в конце декабря 2007 года, Денис Попов вернулся в новороссийский «Черноморец». В конце августа 2008 года подписал с московским «Торпедо» контракт до конца 2009 года. По итогам сезона 2008 стал лучшим бомбардиром первого дивизиона.
В мае 2009 года на правах свободного агента покинул «Торпедо».
В конце июля 2009 года подписал контракт с ФК «Химки». Проведя две игры в РФПЛ и один матч в первенстве дублёров, затем покинул клуб, занявший последнее место в лиге.

### В сборной
Дебютировал в сборной 6 июня 2001 года, выйдя на 52-й минуте на замену вместо Алексея Смертина в матче против сборной Люксембурга.
Не попал в заявку на чемпионат мира 2002 из-за разрыва мениска.
| № | Дата            | Оппонент   | Счёт | Соревнование             |
| - | --------------- | ---------- | ---- | ------------------------ |
| 1 | 6 июня 2001     | Люксембург | 2:1  | Отборочные матчи ЧМ-2002 |
| 2 | 15 августа 2001 | Греция     | 0:0  | Товарищеский матч        |
| 3 | 21 августа 2002 | Швеция     | 1:1  | Товарищеский матч        |
| 4 | 16 октября 2002 | Албания    | 4:1  | Отборочные матчи ЧЕ-2004 |
| 5 | 7 июня 2003     | Швейцария  | 2:2  | Отборочные матчи ЧЕ-2004 |

Итого: 5 матчей / 0 голов; 2 победы, 3 ничьи, 0 поражений.

## Тренерская карьера
Тренировал любительскую команду «Спартак» Геленджик, участвовавшую в Высшей лиге Краснодарского края. 25 сентября 2016 года назначен главным тренером клуба ПФЛ «Дружба» (Майкоп). В ноябре 2017 года покинул «Дружбу». С февраля 2019 — тренер в «Динамо» Минск. С января 2020 — старший тренер СКА Ростов-на-Дону. 25 января 2021 года был назначен исполняющим обязанности главного тренера клуба, спустя два дня назначен главным тренером. 26 июня покинул клуб.
Тренировал сборную группы 1 ПФЛ на турнире «Переправа» — 2021, с которой занял 1-е место, став лучшим тренером турнира.
В 2021—2022 годах являлся помощником Сергея Юрана в «СКА-Хабаровске» и «Химках».
Главный тренер клуба «Уфа» c августа по октябрь 2022 года. Под руководством Попова «Уфа» провела 11 официальных матчей в которых одержала 3 победы, 3 раза сыграла вничью и потерпела 5 поражений.
23 марта 2023 года пополнил тренерский штаб «Алании». 23 ноября 2023 года покинул клуб вслед за ушедшим с поста главного тренера команды Олегом Василенко.
В феврале 2024 года стал главным тренером команды Медиалиги «СКА-Ростов». 1 июня 2024 года оставил свой пост после поражения от "Народной Команды" (0:4) .

## Достижения

### Командные
ЦСКА
- Чемпион России: 2003
- Серебряный призёр чемпионата России: 2002
- Обладатель Кубка России (2): 2001/02, 2004/05
- Финалист Суперкубка России: 2003

 «Динамо» (Минск)
- Серебряный призёр чемпионата Белоруссии: 2006

### Личные
- В списках 33-х лучших футболистов чемпионата России: № 3 (2002)
- Лучший бомбардир Третьего дивизиона: 1997
- Лучший бомбардир Первого дивизиона: 2008